# Serapilheira (pano)

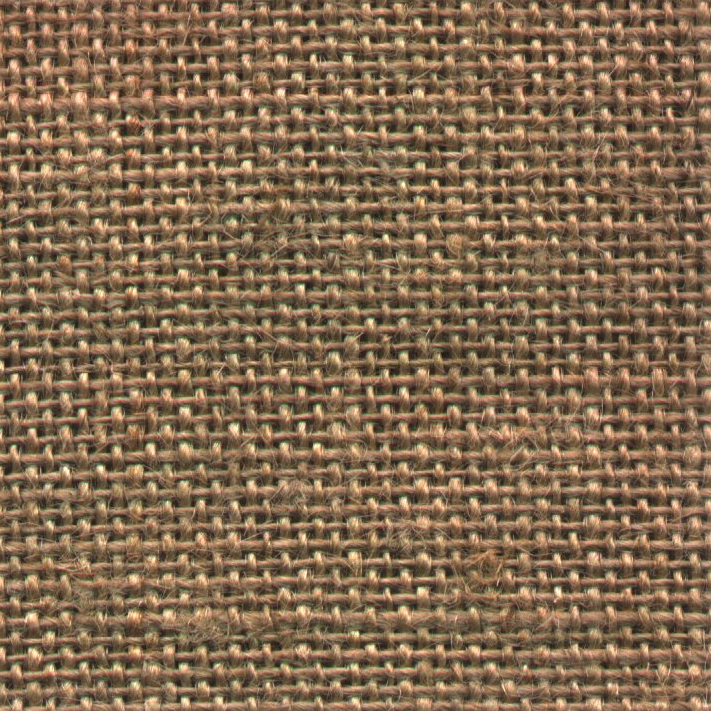

Serapilheira ou sarapilheira é uma manta ou tecido grosseiro usado, por exemplo, para fazer sacos.
Tradicionalmente, era feito com estopa, mas pode também ser de juta ou outro material, e ser usado para fins artísticos.